# Megachile electrum
Megachile electrum är en biart som beskrevs av Mitchell 1930. Megachile electrum ingår i släktet tapetserarbin, och familjen buksamlarbin. Inga underarter finns listade i Catalogue of Life.